# Edna O’Brien
Edna O'Brien (ur. 15 grudnia 1930 w Tuamgraney, w hrabstwie Clare, zm. 27 lipca 2024 w Londynie) – irlandzka pisarka.
Tworzyła pod wpływem grupy pisarzy angielskich tzw. Młodych Gniewnych, którzy występowali przeciwko mieszczańskiej bezideowości, stagnacji i konwenansom społeczno-obyczajowym. W swoich powieściach ukazywała losy i przeżycia dziewcząt z rodzin robotniczych. Podejmowała też problem emancypacji. Najbardziej znane jej powieści to trylogia Czekająć na miłość z 1960 oraz Dziewczyna o zielonych oczach z 1962 roku. Była też autorką opowiadań, reportaży i scenariuszy filmowych.